# Puente de A Ponte Maceira
El puente de A Ponte Maceira cruza el río Tambre entre los municipios de Ames y Negreira, en la provincia de La Coruña (Galicia, España).
En 2022 fue declarado Bien de Interés Cultural con categoría de Monumento.

## Historia

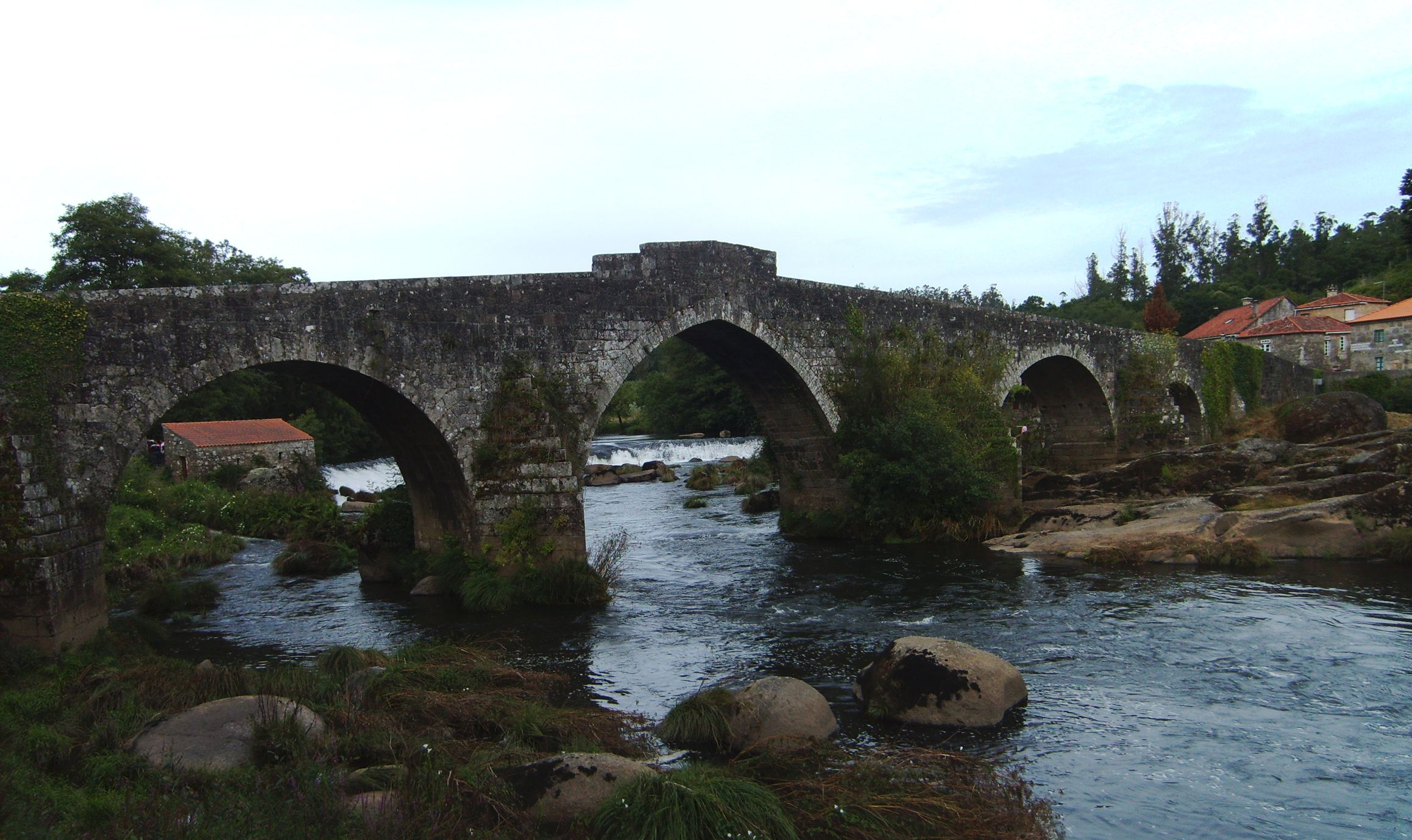
Vista desde aguas abajo

El puente de A Ponte Maceira es un paso histórico desde el interior de Galicia hacia la costa, conectando las comarcas gallegas de A Maía y la Barcala, que están separadas por el río Tambre. En particular, el puente es un punto destacado en la ruta principal del Camino de Santiago hacia Finisterre y Mugía, integrado en su entorno y en buen estado de conservación.
Es probable que en este lugar existiera un paso del Tambre previo al puente de A Ponte Maceira, pero no está acreditado el origen romano del puente actual, a pesar de que pueda quedar algún elemento romano en su estructura.
El origen histórico-mítico del puente proviene, en parte, de un suceso jacobeo recogido en el Códice Calixtino: los discípulos de Santiago cruzaron un puente, denominado de As Pías, que se desplomó después al paso de los soldados que los perseguían. Puede tratarse del puente de A Ponte Maceira, pero es más probable que sea el puente de Ons, también sobre el río Tambre.
El puente actual es medieval, construido entre los siglos XIII y XIV por voluntad del poder eclesiástico de Santiago de Compostela. Su objetivo era facilitar la comunicación entre Compostela y los puertos de Finisterre, controlando el acceso y las mercancías. Esto convirtió al puente en escenario de conflictos entre Compostela y la Casa de Traba con sus aliados de la nobleza gallega.
En el siglo XVIII, el ilustrado  José Cornide describe el puente como una estructura de siete arcos, en estado de conservación precario. Dice también que los tres arcos más próximos a la orilla derecha son góticos y más antiguos, mientras que los otros cuatro son de medio punto y más modernos. Es entonces cuando el arquitecto Juan López Freire realiza una reparación de urgencia. En la misma época se documentan múltiples pasos en barca o a pie sobre el Tambre, en pesqueras o presas aguas arriba y abajo, por lo que el tráfico sería probablemente de carácter local, lo que facilitaría la conservación del conjunto de aldeas de A Ponte Maceira.
En 1792 se documenta la ruina del puente, que impide su uso. Esta situación perdura hasta los inicios del siglo XIX. Como el puente era útil para las villas de Cee, Corcubión, Mugía, Moraime, Finisterre e incluso Muros, en su restauración solicitaron la eliminación de portazgos y de costes para los usuarios y beneficiarios. Finalmente, el puente fue restaurado a costa de los ayuntamientos. Se ignoró la idea de algún vecino de reconstruirlo a su costa, a cambio del derecho de cobro para personas, bestias y carros. También se descartaron propuestas de sustituirlo por otro de mejor trazado y perfil.
En 1987 se produce otro desplome parcial, tras lo cual la Xunta de Galicia restaura el puente entre 1991 y 2001. Simultáneamente, los ayuntamientos de Ames y de Negreira realizan obras de conservación y mejora del conjunto, molinos, lavaderos, pavimentos y espacio público, así como de instalaciones de suministro, de las que se deben destacar los proyectos del ingeniero Carlos Nárdiz.

## Descripción

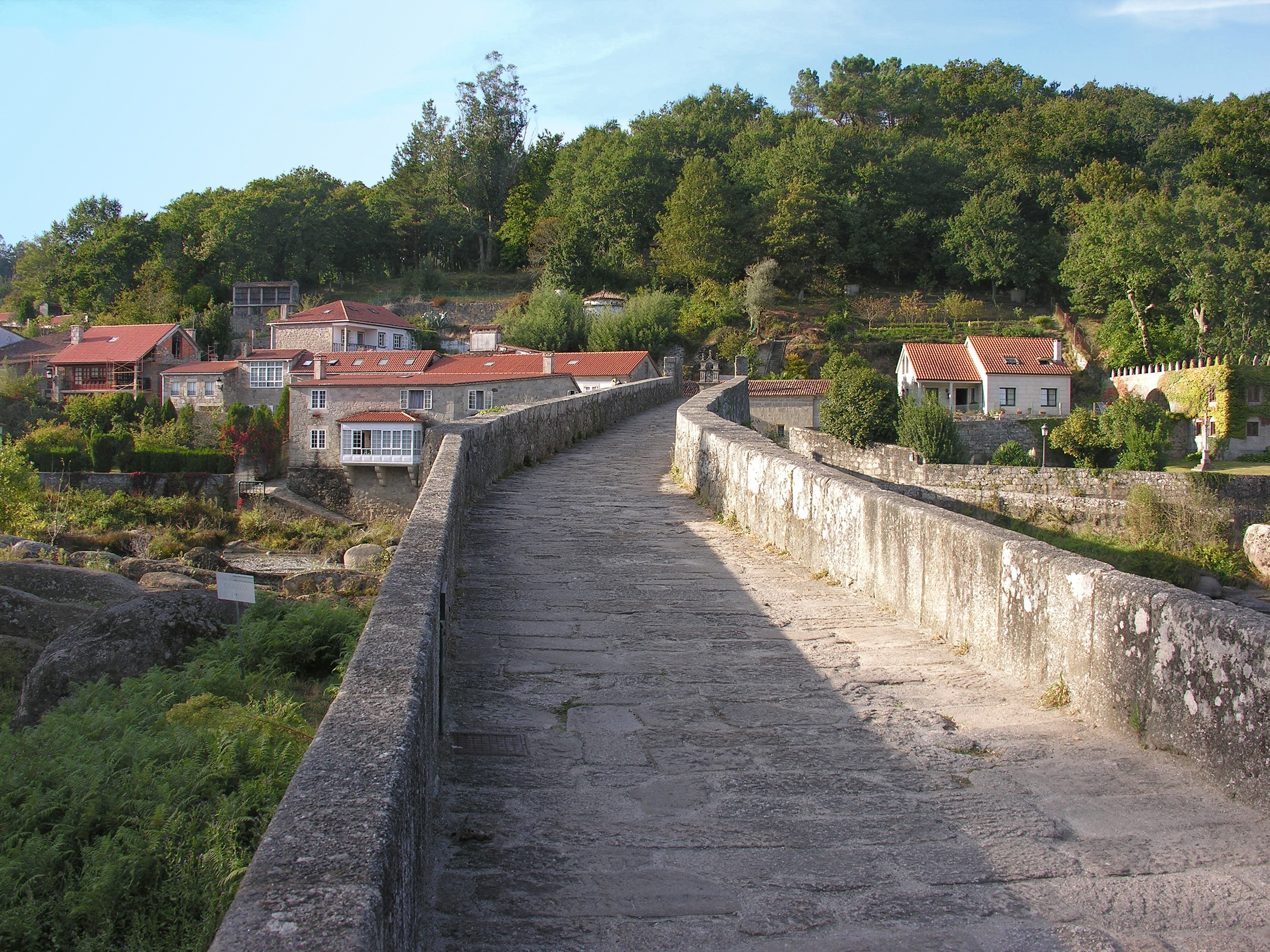
Tablero del puente

El puente de A Ponte Maceira presenta un largo perfil alomado hacia el centro, clásico en los puentes medievales. Tiene cinco arcos, el central apuntado y los demás de medio punto. Las luces de los vanos varían desde 6 m hasta 14 m en el arco central. El estribo izquierdo tiene dos arcos más recientes, que facilitan el desagüe.
Los arcos están protegidos, en ambos sentidos de la corriente, por grandes tajamares de perfil apuntado y final escalonado.
El tablero del puente tiene casi 3 m de ancho, sin que se destaquen calles, roderas o apartaderos. Las fábricas actuales son el resultado de la restauración del siglo XIX. Tanto el recorrido del puente como las zonas de acceso están protegidos con un pretil de cantería sobre un pavimento pétreo, todo de construcción contemporánea.
Hoy el puente se mantiene en uso, sirviendo al tránsito local y en la ruta de peregrinación a Finisterre y Mugía. Dada la existencia de un puente nuevo aguas abajo, el tráfico rodado es ocasional.